# Divadlo Líšeň
Divadlo Líšeň je brněnské divadlo pro děti i dospělé, které bylo založeno v roce 1998. Jedná se o nezávislé uskupení zaměřené na původní a experimentální tvorbu. Prioritou divadla je tvořit svobodně a bez kompromisů za využití různorodých divadelních forem.

## Historie
Divadlo Líšeň založili v roce 1998 Pavla Dombrovská a Luděk Vémola se záměrem vytvořit divadlo plně odpovídající jejich představám. Oba dříve působili ve Studiu Dům Evy Tálské, na jehož poetiku se rozhodli v některých ohledech navázat. Dombrovská se od počátku angažovala jako režisérka, scenáristka a herečka, Vémola jako hudebník, příležitostný herec a technický ředitel. Produkci a managmentu se věnuje Kateřina Slámová Bartošová.
Prvním počinem divadla se stala inscenace Červená (1998), která i přes malý počet repríz pomohla nasměrovat tvůrčí cestu divadla, již více upevnila následující inscenace Sávitrí (1999). V roce 2000 získalo divadlo za hru Sávitrí cenu ERIK od Českého střediska UNIMA. Od té doby vzniklo v divadle více než deset dalších inscenací, z nichž většina je stále na repertoáru. Divadlo s inscenacemi hostuje jak v rámci České republiky, tak v zahraničí a je aktivním účastníkem různých festivalů, na kterých obdrželo i řadu cen.
Divadlo Líšeň nedisponuje stálou domovskou scénou. Pro uvádění svých inscenací využívá vedle kamenných divadel i kluby, kavárny a jiné nedivadelní prostory. Jako zázemí pro zkoušení a výrobu loutek a kulis byl od počátku využíván dům Dombrovské a Vémoly v Líšni. Členové divadla si v něm vytvořili zkušebny, divadelní dílnu, rekvizitárny a přes léto případně i jeviště a hlediště. V roce 2008 získali do užívání jako zázemí také sál bývalé hospody na Ondráčkové ulici. Část zchátralého objektu postupně zabydleli a upravili pro své potřeby.

## Soubor a poetika divadla

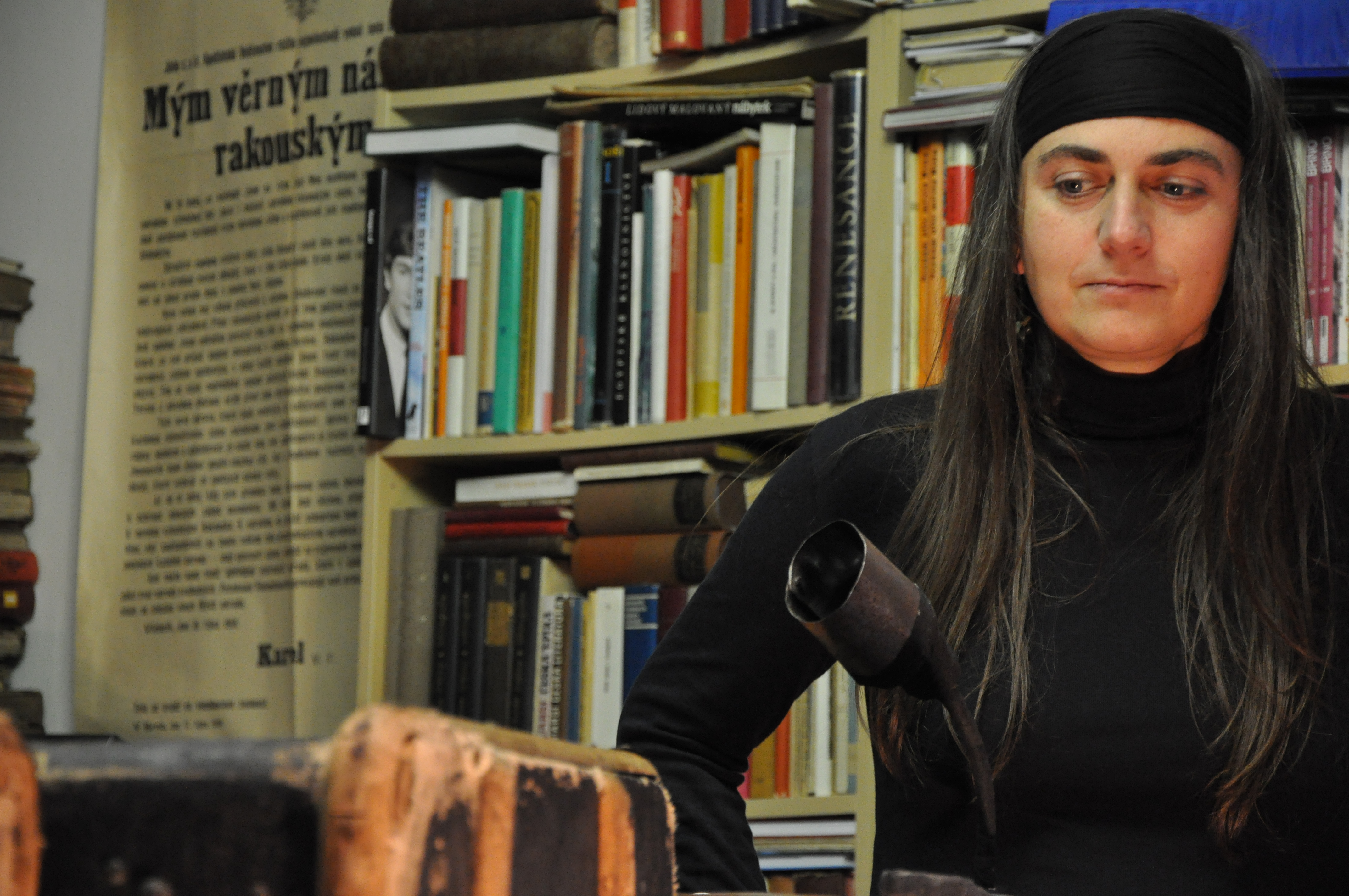
Pavla Dombrovská

Divadlo Líšeň nemá stálý soubor, jeho fungování je založeno na externí spolupráci s amatérskými i profesionálními umělci. S některými divadlo spolupracuje dlouhodobě a opakovaně, s jinými pouze pro účely určité inscenace. Mezi časté spolupracovníky divadla patří například řezbář Antonín Maloň, který se podílel na výtvarné stránce většiny inscenací, anebo výtvarnice Marika Bumbálková, která je mj. autorkou vizuálu webových stránek i většiny propagačních materiálů divadla.
Při vytváření nové inscenace si tvůrci nejprve vyberou téma a vytvoří si základní scénickou vizi. Volí neobvyklé a málo využívané divadelní formy a postupy, přičemž často nalézají nové možnosti jejich využití. Inspirací jím bývají například lidové formy divadla či divadlo orientálního typu. Následně začnou shromažďovat tvůrčí materiál a hledat způsoby jeho využití. Skrze prozkoumání nejrůznějších možností zpracování, hledají takovou, která nejlépe vyjadřuje zvolené téma. Podstatné pro ně je neomezovat se při přípravě časem. Na inscenacích se proto zpravidla pracuje i po dobu několika měsíců. Není neobvyklé, že v úpravách výsledného tvaru divadelníci pokračují i po prvním veřejném uvedení, dokud není vše dle jejich představ. I proto v případě inscenací Divadla Líšeň nelze mluvit o klasických premiérách, ale spíše o prvních veřejných uvedeních.
Snahou tvůrců je vyrobit všechny složky divadelního tvaru. Jednotlivé divadelní složky se v inscenacích navzájem doplňují a nelze je od sebe oddělit. Inscenace Divadla Líšeň bývají značně stylizované, důležitá je i práce s divadelní znakovostí a metaforami. Výrazná bývá výtvarná složka, která má tendenci ovlivňovat celkovou koncepci díla. S tím souvisí časté využívání loutek, a to loutek velmi rozmanitých a netradičních druhů, podob i materiálů. Stejně tak je kladen důraz na hudební a zvukový doprovod jednotlivých inscenací. Obvyklé jsou vlastnoručně vyrobené zvukové nástroje produkující různorodou škálu zvuků. Typické je v rámci hudební složky využívání improvizace, jen málokterá z inscenací má předem zkomponovaný hudební doprovod.

## Repertoár

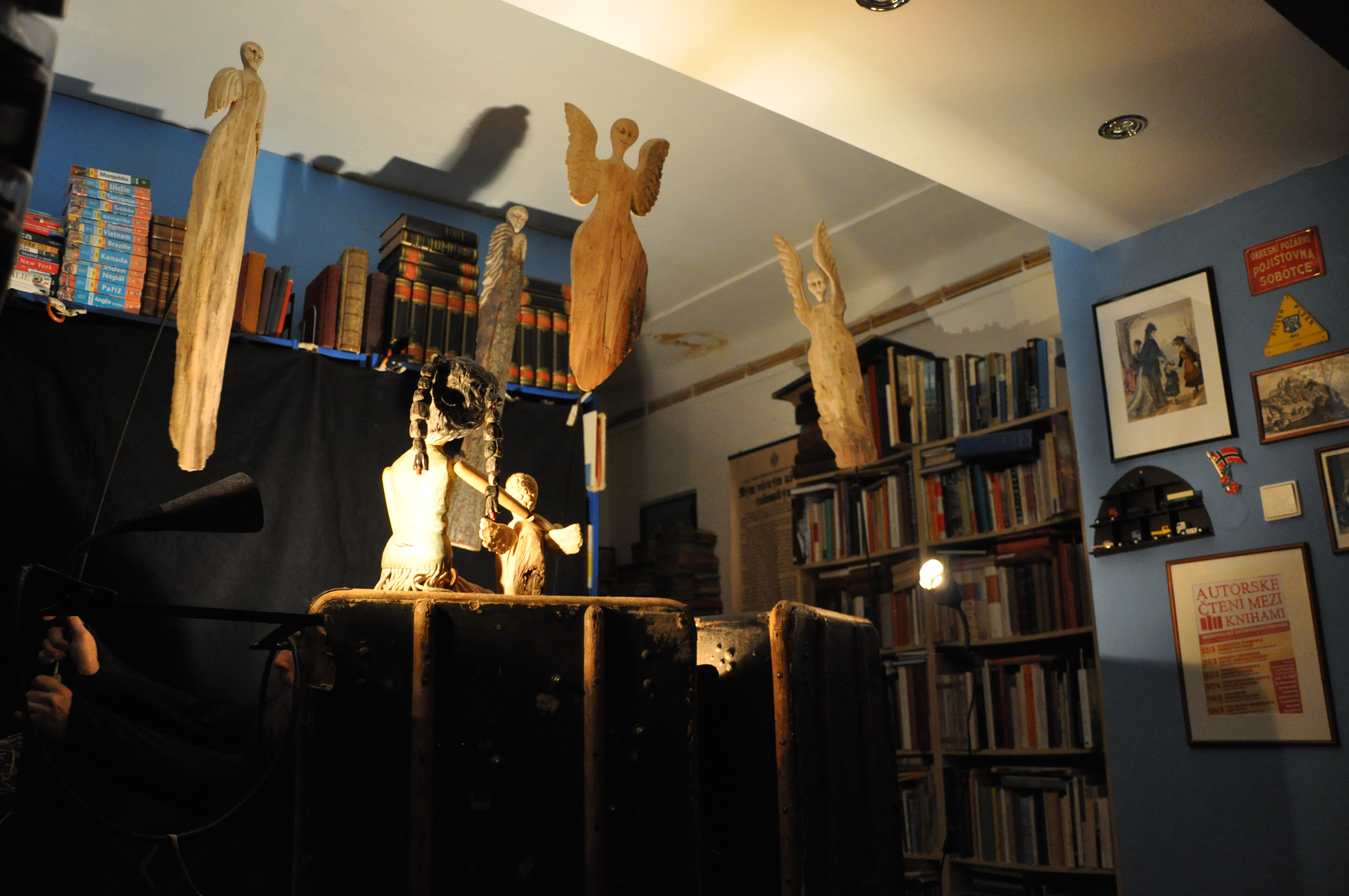
Andělé z lesa (2011)

Divadlo Líšeň se od počátku profiluje jako divadlo experimentální a autorské. Právě experimentování s různými formami divadla a se způsoby vyjádření daných témat je tím hlavním, co navzájem spojuje jednotlivé inscenace. Divadlo se svými inscenacemi zaměřuje na dětské i dospělé publikum.
Divadlo neuvádí pravidelné dramatické texty. Některé inscenace vznikly podle literární předlohy, vždy však šlo o předlohu nedramatickou, která je zpracována vlastním tvůrčím způsobem. Spíše než o adaptace se v mnoha případech jedná o inspirace doplněné i jinými zdroji. Další inscenace vznikly z touhy po vyjádření určité myšlenky či pocitu anebo jako snaha reagovat na aktuální společenské problémy. V posledních letech se v tvorbě divadla výrazně projevuje tematická linie orientovaná na lidská práva.
Mezi inscenace vycházející z literární předlohy patří Robinson (2004), který vychází z románu Daniela Defoa Robinson Crusoe. Románová látka je značně zjednodušena a inscenace vypovídá zejména o procesu dozrávání a dospívání, o člověku a jeho duši či o vnitřním boji nenaplněných snů a skutečnosti. Romské pohádky Mileny Hübschmannové posloužily jako inspirace pro inscenaci Paramisa - Chytrý hloupý Rom (2005), která vznikla ve spolupráci s romskou komunitou. Na motivy romské pohádky, tentokrát z knihy Eriky Manuš Pekloneberáj, vznikla i inscenace Andělé z lesa (2011). Z literární předlohy vychází také poetická groteska Žabáci (Sny starého dědka) (2009), a to z knihy Arnolda Lobela o žabích kamarádech.

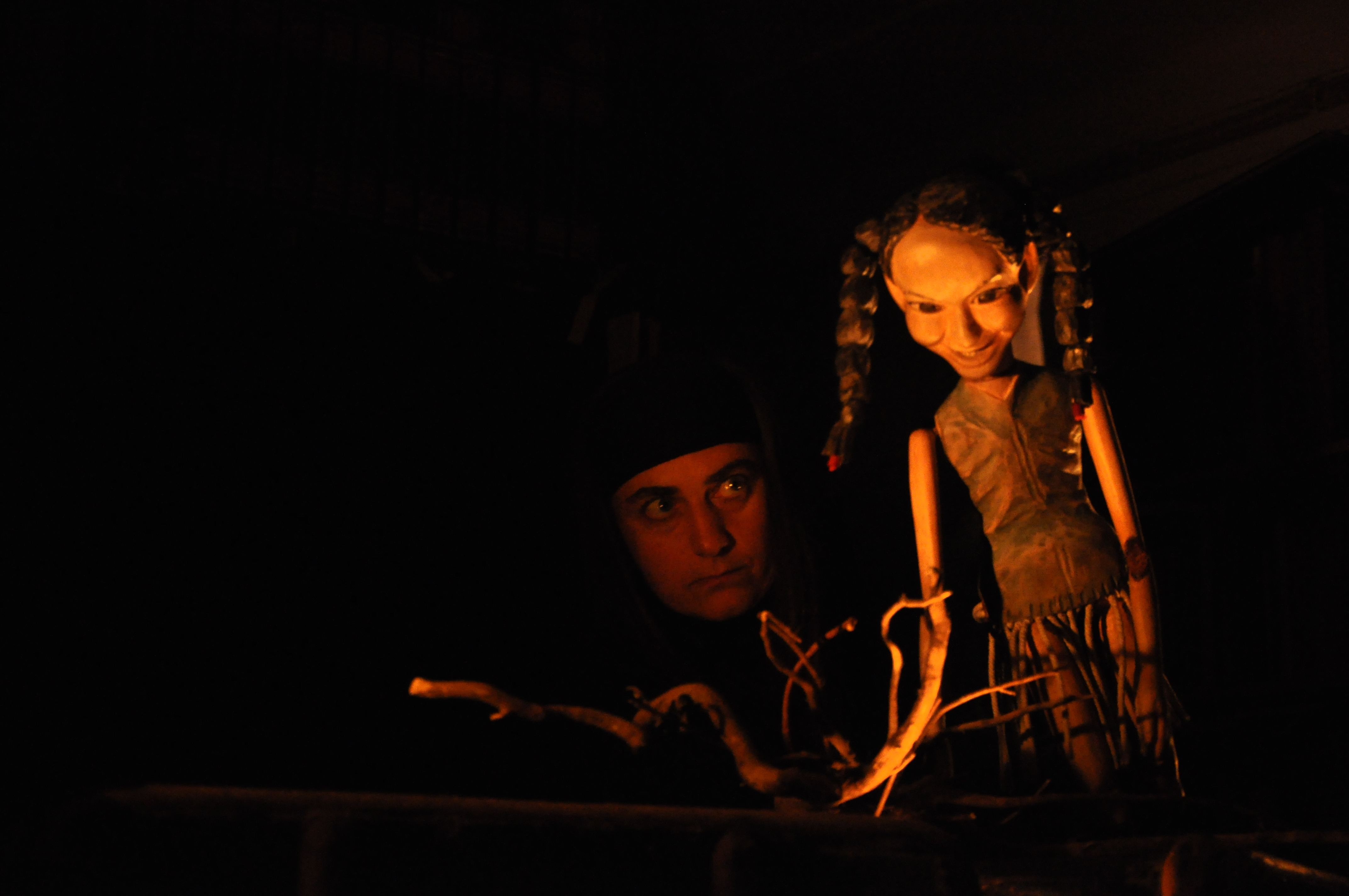
Andělé z lesa (2011)

Na staroindickou báji odkazuje loutková stínohra Sávitrí (1999), ve které je patrná volná inspirace orientálním divadlem. Japonskou divadelní techniku a tradici posunutou do komediální roviny představuje inscenace Jezevec na borovici (2007), která v sobě kombinuje i prvky klauniády a commedie dell’arte. Někdy bývá pro porovnání uváděna společně s klasicky pojatým kjógenem Malého divadla kjógenu. S maňásky se experimentuje v inscenaci Domovní requiem (zlá hra) (2003), která vzniklá z touhy vyjádřit intenzivní pocit groteskního děsu a stala se kritikou současného konzumního způsobu života a blahobytu.
Do vyřazeného vojenského stanu je umístěna inscenace Putin lyžuje (2009-2010), která prostřednictvím scénické montáže politických reportáží zpracovává téma nástupu Vladimíra Putina k moci a směřování Ruska k totalitě. Inspirací byl osud ruské žurnalistky Anny Politkovské a její Ruský deník, a také webové stránky pozůstalých po teroristických útocích. Jednou z nejmladších inscenací je Hygiena krve (2014), která zachycuje téma rasismu a totality ve vztahu k holocaustu i k současnému pravicovému extremismu.

## Projekty

### Festival Divadla Líšeň
Divadlo Líšeň festival pořádalo v letech 1999 - 2010. Původně vznikl za účelem záchrany zchátralého líšeňského Dělnického domu na Klajdovské ulici. Uspořádání festivalu, tehdy pod názvem Probuzení ze sutin, dopomohlo k rekonstrukci budovy. V následujících letech se festival konal opakovaně, jak v tamních prostorech, tak na jiných místech v Líšni i mimo ni. Zaměřoval se na nekomerční kulturu a spojoval hudbu, divadlo i výtvarné umění. Součástí bývaly i besedy a filmové projekce. Festivalu se účastnily především experimentální soubory s původní divadelní či hudební tvorbou a to i ze zahraničí. Festival měl vyhraněnou dramaturgii, přičemž poslední XII. ročník se zabýval tématem soudobého Ruska.
V roce 2014 připravilo divadlo k patnáctému výročí vzpomínkový festival Dělňák Líšeň - staré časy, sutiny a vize.

### Líšeň sobě a Líšeňské ostatky
Divadlo Líšeň se aktivně angažuje v rámci městské části Brno-Líšeň. Snaží se podporovat vzájemné sdružování tamní komunity i propagaci Líšně navenek. Od roku 2010 se podílí na festivalovém jarmarku Líšeň sobě, v rámci kterého představují svou činnost líšeňští tvůrci a spolky. V posledních ročnících se jej začala účastnit i mimolíšeňská uskupení.
V roce 2012 divadlo napomohlo v Líšni k obnovení tradice ostatků-masopustu. Členové divadla se podíleli na výrobě masek i přípravě masopustního průvodu, včetně hudebního doprovodu. Líšeňské ostatky se od té doby konají každoročně a to i nadále za účasti divadla.

### DZP - Divadlo zapomenutému publiku
Projekt DZP, který Divadlo Líšeň zahájilo na podzim 1999, je určený pro dětské domovy, psychiatrické léčebny, nemocnice, uprchlické tábory či ústavy sociální péče. Impulsem byla touha hrát i pro publikum, které nebude zcela běžné a pro které je jinak návštěva divadla nedostupná. Divadlo tato místa navštěvuje se svými inscenacemi i výtvarně-dramatickými a zvukovými dílnami.

### Podpora romské kultury a komunity
Prostřednictvím svých inscenací se Divadlo Líšeň zabývá i romskou kulturou a spolupracuje s řadou romských umělců. Z této iniciativy vznikly i aktivity podporující romské tradiční umění - patří mezi ně taneční dílny vedené romskými tanečníky či vznik hudební skupiny Paramisara.
Divadlo uspořádalo programy S Romy o Romech a Romani Dance, které kromě snahy popularizovat romskou kulturu měly i sociálně-preventivní účel. Byly určeny primárně pro základní a střední školy s cílem předat dětem zábavnou formou informace o romské kultuře a zvycích, vzbudit v nich o tuto tematiku zájem, a tím přispět i k prevenci rasismu. Využívány při nich byly jak inscenace divadla s romskou tematikou, tak také dílny romského tance a hudby a besedy na toto téma.

### Projekt Konečné řešení a současná Evropa
Projekt určený pro základní a střední školy se zaměřoval na téma holocaustu v konfrontaci s rasistickými a totalitními tendencemi současné společnosti. Divadlo Líšeň na projektu spolupracovalo s brněnskou pobočkou Židovského muzea v Praze a s Muzeem romské kultury. Inscenace divadla Hygiena krve byla v rámci projektu doplňována přednáškami, besedami a výstavami na toto téma.

### Občansko-kulturní aktivity
Divadlo Líšeň se dlouhodobě snaží svými aktivitami upozorňovat a reagovat na současné společenské problémy. Opakovaně se k problematickým tématům vyjadřuje ve svých inscenacích i v besedách na ně napojených. Jeho inscenační tvorba přispěla k navázání kontaktů s různými subjekty, které se v této oblasti pohybují, přičemž spolupráce s nimi následně překročila rámec těchto inscenací i umění jako takového. Jedná se například o sdružení Berkat, které se dlouhodobě zabývá situací v Rusku, na Ukrajině či celkově v Kavkazské oblasti a v nedávné době se začalo zaměřovat i na uprchlickou krizi jako takovou. Spolupráci divadlo navázalo i s organizací Člověk v tísni či festivalem Jeden svět, v rámci kterého pravidelně vystupuje.